# Свинцева фарба

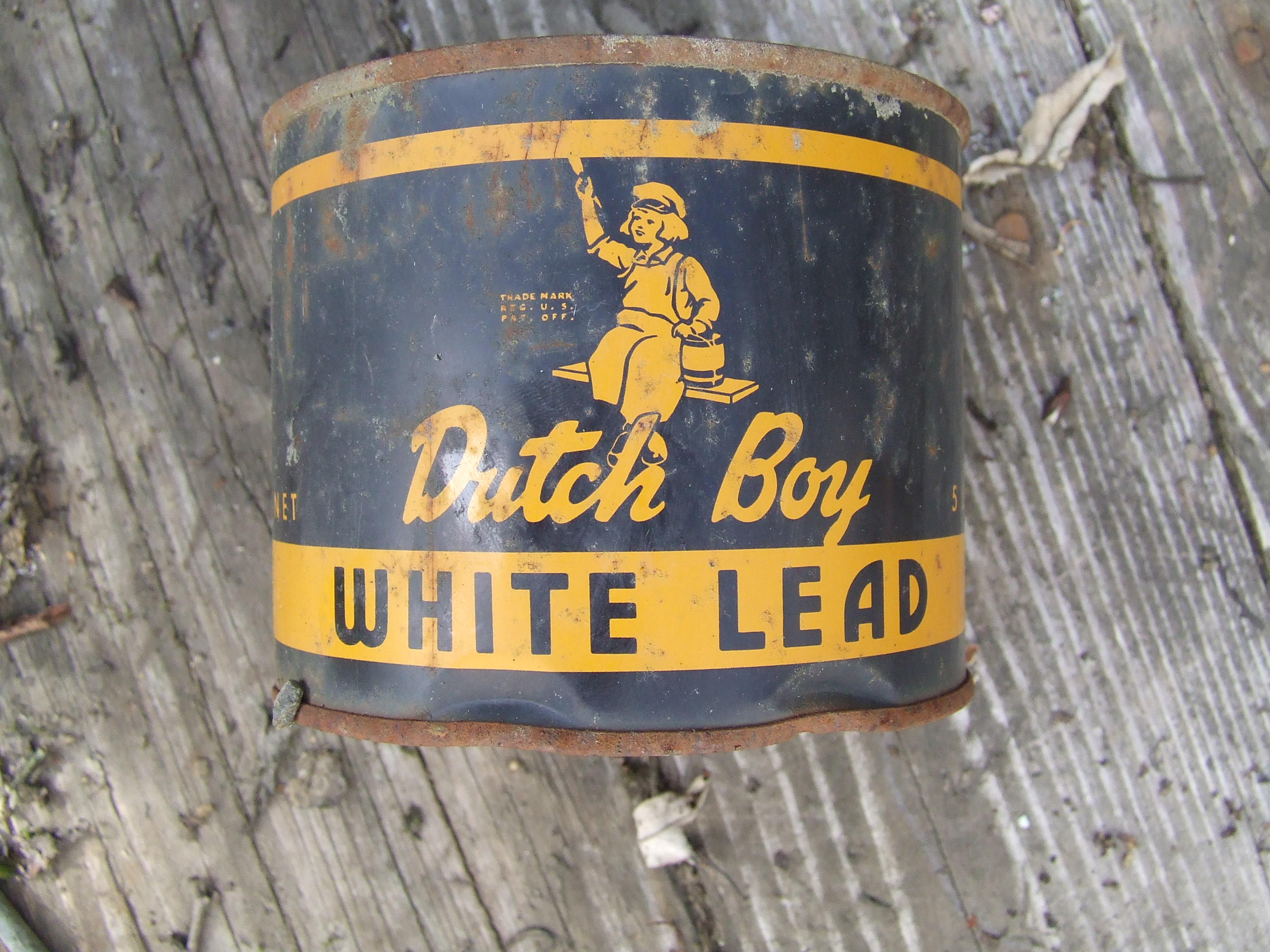
Логотип Dutch Boy Paint (спереду)

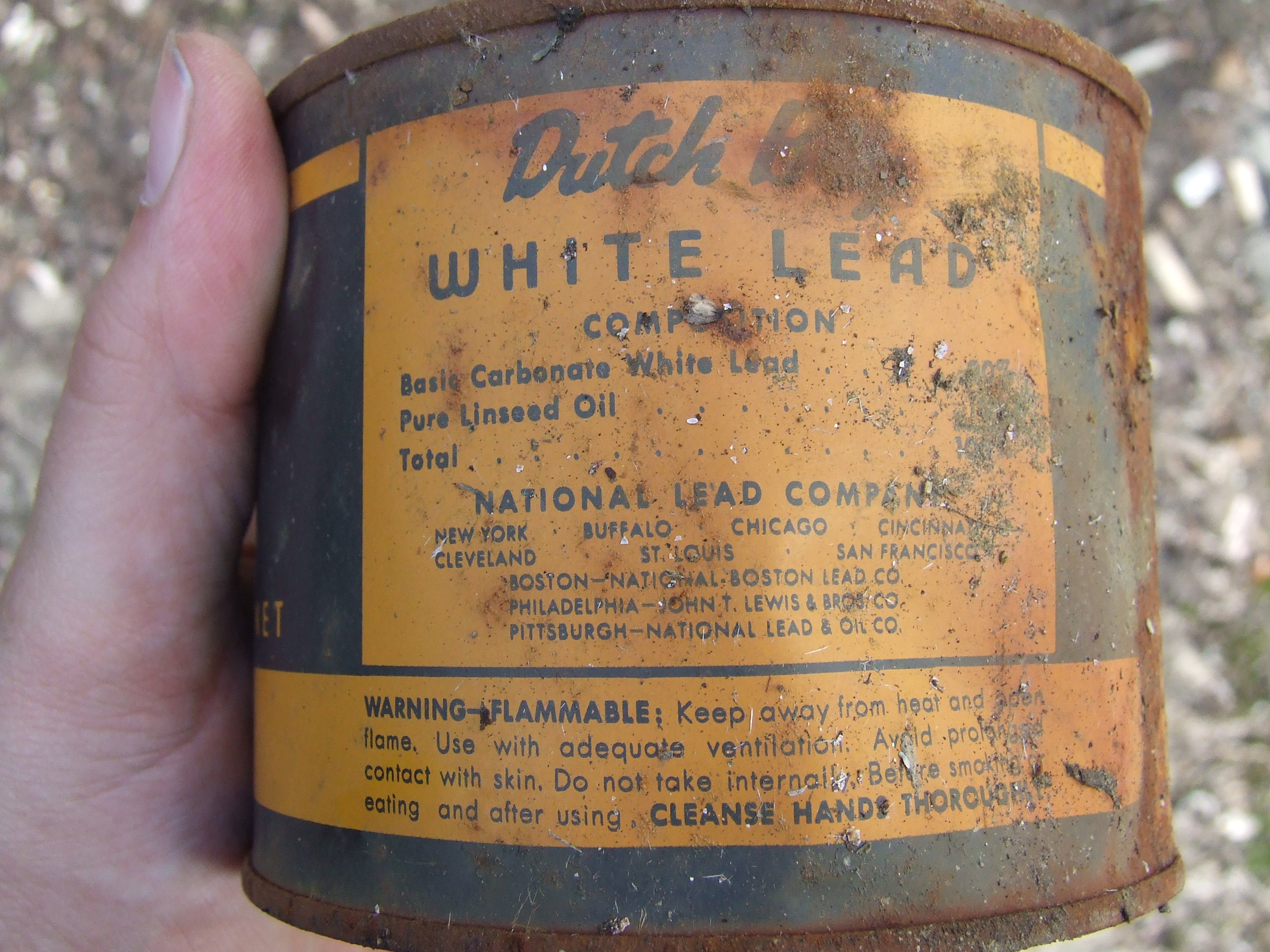
Логотип Dutch Boy Paint (ззаду)

Свинцева фарба або фарба на основі свинцю — це фарба, що містить свинець. Найпоширенішими формами свинцевих фарб є пігмент плюмбум(II) хромат (PbCrO
4, «хромово-жовтий», свинцю(II, IV) оксид (Pb
3O
4«свинцевий червоний») і карбонат свинцю(II) (PbCO
3, «свинцеві білила»). Свинець додається до фарби, щоб прискорити висихання, збільшити довговічність, зберегти свіжий вигляд і протистояти волозі, яка викликає корозію. Це одна з основних небезпек для здоров'я та навколишнього середовища, що пов'язана з фарбою. Свинцеву фарбу, як правило, поступово припиняють використовувати через токсичну природу свинцю. Альтернативи, такі як фарби для транспорту на водній основі без вмісту свинцю, легко доступні.
У деяких країнах свинець продовжують додавати до фарби, призначеної для домашнього використання, тоді як у таких країнах, як Сполучені Штати та Велика Британія, діють правила, що забороняють його використання. Однак свинцева фарба все ще може бути знайдена в старих приміщеннях, пофарбованих до введення таких правил. Незважаючи на те, що в Сполучених Штатах з 1978 року свинець заборонено використовувати в побутових фарбах, його все ще можна знайти у фарбі для дорожньої розмітки.

## Історія
Свинцевий білил вироблявся ще в IV столітті до нашої ери; процес описаний Плінієм Старшим, Вітрувієм і давньогрецьким автором Теофрастом.
Традиційний метод виготовлення пігменту називався стековим процесом. Сотні чи тисячі глиняних горщиків, які містили оцет і свинець, були вставлені в шар кори або коров'ячого гною. Горщики були сконструйовані таким чином, що оцет і свинець були в окремих відсіках, але свинець контактував з парами оцту. Свинець зазвичай згортали в спіраль і клали на виступ всередині горщика. Горщик був нещільно покритий свинцевою сіткою, яка дозволяла вуглекислому газу, що утворюється в результаті бродіння коричневої кори або гною, циркулювати в горщику. Кожен шар горщиків покривався новим шаром тенту, потім ще одним шаром горщиків. Тепло, створене бродінням, пари оцтової кислоти та вуглекислий газ у купі зробили свою справу, і протягом місяця свинцеві котушки вкрилися кіркою свинцевого білила. Цю кірку відокремлювали від свинцю, промивали і подрібнювали для пігменту. Це був надзвичайно небезпечний процес для робітників. Середньовічні тексти попереджали про небезпеку від роботи зі свинцевими білилами у вигляді «апоплексії, епілепсії та паралічу».
У 1786 році Бенджамін Франклін написав листа, в якому попередив друга про небезпеку свинцю та свинцевої фарби, яку він вважав загальновизнаною. Незважаючи на ризики, пігмент користувався великою популярністю серед художників через свою щільність і непрозорість; невелика кількість може покрити велику поверхню. Він широко використовувався художниками до ХІХ століття, коли його замінили цинкові білила та титанові білила.
Небезпека свинцевої фарби вважалася добре встановленою на початку ХХ століття. У випуску свого щомісячного видання за липень 1904 року Шервін-Вільямс повідомив про небезпеку фарби, що містить свинець, зазначивши, що французький експерт визнав свинцеву фарбу «великою мірою отруйною як для робітників, так і для мешканців будинку, пофарбованого фарбами. свинцеві фарби». Ще в 1886 році німецькі закони про охорону здоров'я забороняли жінкам і дітям працювати на заводах, які переробляли свинцеву фарбу і свинцевий цукор.
Ліга Націй почала намагатися заборонити свинцеву фарбу в 1921 році.

## Токсичність

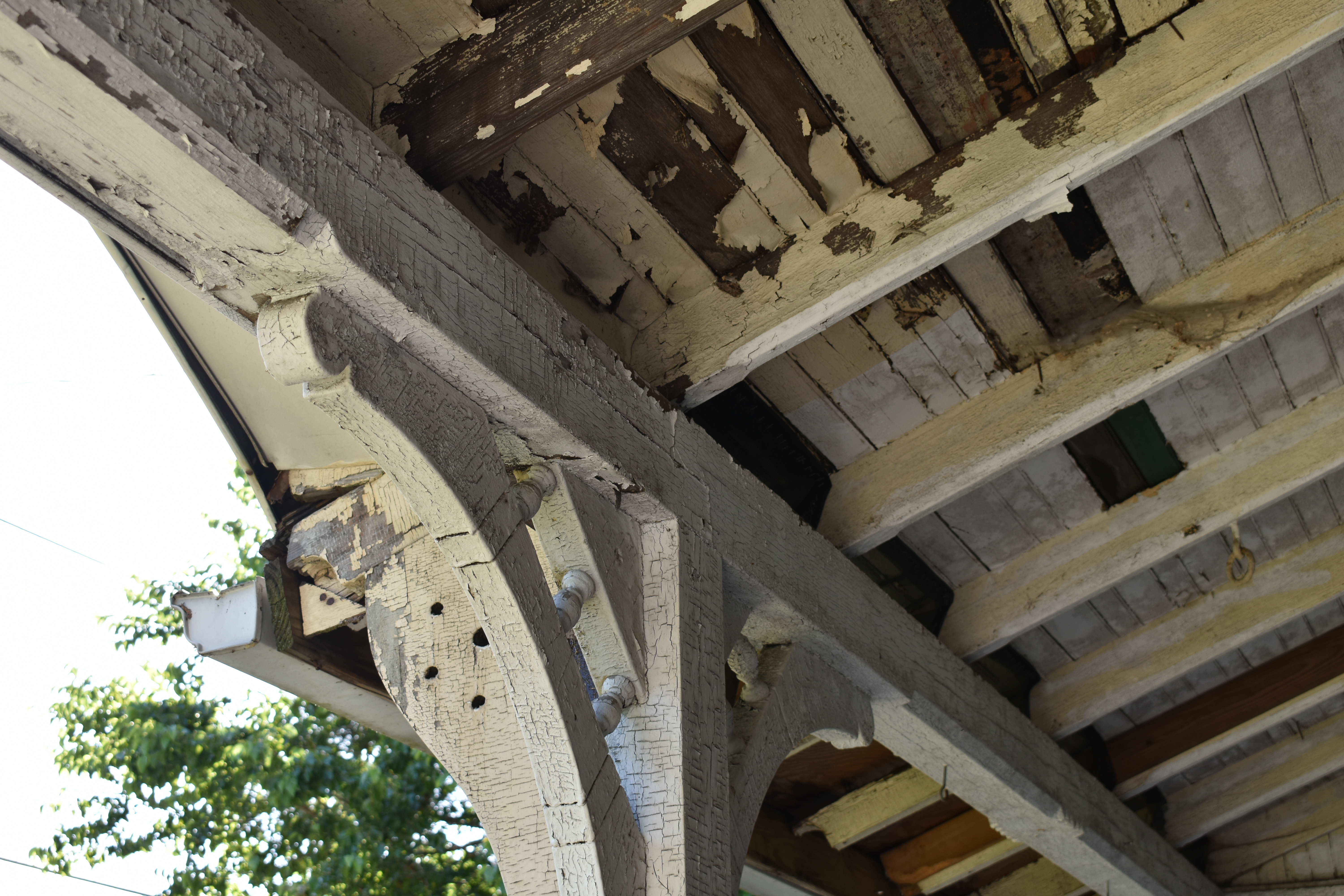
Свинцева фарба може тріскатися та утворювати пластівці, які потім забруднюють навколишнє середовище.

Свинцева фарба небезпечна. Це може спричинити пошкодження нервової системи, затримку росту, пошкодження нирок і затримку розвитку. Це пов'язано з високим рівнем насильницької злочинності. Це небезпечно для дітей, оскільки має солодкий смак, тому щоб діти не клали  в рот свинцеву стружку та іграшки зі свинцевим пилом. Свинцева фарба може спричинити репродуктивні проблеми, зокрема зниження концентрації сперми у чоловіків. Свинець також вважається ймовірним канцерогеном. Високий рівень впливу може бути смертельним.

## Регулювання
Станом на 30 грудня 2021, згідно з базою даних Глобальної обсерваторії охорони здоров'я ВООЗ, це місця з підтвердженими законами щодо свинцевих фарб:
| Африка                                | - Алжир - Камерун - Ефіопія - Кенія - Марокко (новий з 01.01.2021) - Південна Африка - Об'єднана Республіка Танзанія |
| Латинська Америка і Карибський басейн | - Аргентина - Бразилія - Чилі - Колумбія - Коста-Рика - Куба - Домініка - Еквадор - Гаяна - Мексика - Панама - Перу (новий з 01.01.2021) - Тринідад і Тобаго - Уругвай |
| Західна Азія                          | - Ірак - Йорданія (існуючі закони переглянуто) - Ліван - Катар - Оман |
| Азія і Тихий океан                    | - Австралія - Бангладеш - Китай - Індія - Лаоська Народно-Демократична Республіка (новий з 01.01.2021) - Непал - Нова Зеландія - Пакистан - Філіппіни - Шрі Ланка - Таїланд - В'єтнам |
| Європа                                | - Австрія - Білорусь - Бельгія - Болгарія - Вірменія - Хорватія - Кіпр - Чехія - Данія - Естонія - Фінляндія - Франція - Грузія (новий з 01.01.2021) - Німеччина - Греція - Угорщина - Ісландія - Ірландія - Ізраїль - Італія - Киргизстан - Латвія - Ліхтенштейн - Литва - Люксембург - Мальта - Монако - Чорногорія - Нідерланди - Північна Македонія - Норвегія - Польща - Португалія - Румунія - Російська Федерація - Сербія - Словаччина - Словенія - Іспанія - Швеція - Швейцарія - Україна (новий з 01.01.2021) - Велика Британія |
| Північна Америка                      | - Канада - Сполучені Штати Америки |

### Канада
У Канаді в 1976 році за Законом про небезпечні продукти вперше було прийнято правила, які обмежували вміст свинцю у фарбах та інших рідких покриттях на меблях, побутових виробах, товарах для дітей, а також на зовнішніх і внутрішніх поверхнях будь-яких будівель, які відвідують діти, до 0,5 % за вагою. Нові правила щодо матеріалів для покриття поверхонь, які набули чинності в 2005 році, ще більше обмежують його фоновий рівень для внутрішніх і зовнішніх фарб, що продаються споживачам. Канадські виробники фарб дотримувалися цього базового рівня у своїх споживчих фарбах для інтер'єру та екстер'єру з 1991 року. Незважаючи на це, канадійська компанія Dominion Color Corporation є «найбільшим у світі виробником пігментів для фарб на основі свинцю» і зіткнулася з публічною критикою за отримання дозволу від Європейського хімічного агентства на продовження експорту свинцево-хроматних фарб зі своєї голландської філії в країни, де його використання не регулюється жорстко.

### Китай
Новий регламент, який набув чинності з 1 грудня 2020 року, оновлює старий стандарт фарби зі свинцем, запроваджений у 1980-х роках, який вимірював «розчинний свинець» у продуктах замість «загального свинцю». Вимірювання «розчинного» свинцю вважається менш точним методом вимірювання впливу свинцевої фарби на дітей. Нові стандарти встановлюють загальний ліміт свинцю в 90 частин на мільйон для покриттів дерев'яних виробів і архітектурних стін. Для транспортних засобів і промислових покриттів новий загальний ліміт свинцю становить 1000 ppm.

### Європейський Союз
Свинцева фарба заборонена в Європейському Союзі згідно з Директивою щодо обмеження небезпечних речовин (Restriction of Hazardous Substances Directive — RoHS) 2003 року, яка забороняє використання небезпечних речовин у споживчих товарах, зокрема у фарбі. Цей акт замінив і гармонізував існуючі закони держав-членів, багато з яких забороняли свинцеві фарби багато років тому.
Щоб захистити здоров'я художників, у 1909 році у Франції був прийнятий закон, що забороняє використовувати фарби, що містять свинець, для фарбування внутрішніх і зовнішніх стін усіх будівель.

### Гонконг
Станом на  2023, відсутні нормативні акти та законодавство щодо вмісту свинцю у фарбах. Крім того, на відміну від США, які запровадили суворіші правила у 2010 році, ремонтники у Великій Британії не потребують сертифікації при виконанні робіт, пов'язаних зі свинцевою фарбою. Методи, що використовуються для видалення свинцевої фарби (наприклад, використання електроінструментів), також не регулюються. Використання пилососа з HEPA-фільтром або системи збору пилу з HEPA-фільтром також не є обов'язковим. Після завершення ремонтних робіт не вимагається проведення тесту на вміст свинцю в пилу.

### Індія
Свинцева фарба не була заборонена в Індії до 2016 року. Дослідження 2015 року показало, що понад 31 % побутових фарб в Індії (невеликі бренди, вироблені малими та середніми підприємствами в Індії, з обмеженим місцевим охопленням і розповсюдженням) мали концентрацію свинцю вище 10 000 частин на мільйон (ppm), що значно перевищує стандарт BIS 90 ppm для свинцю у фарбі. З 1 листопада 2017 року набув чинності Постанова про вміст свинцю в побутових і декоративних фарбах, згідно з якою фарби повинні містити свинець менше 90 ppm і це повинно бути зазначено на етикетці. Однак через два роки аналіз 32 зразків фарби місцевого виробництва з дев'яти штатів виявив, що вміст свинцю коливається від 10 ppm до 186 062 ppm, причому в 90 % зразків вміст свинцю перевищує 90 ppm.

### Філіппіни
Філіппіни заборонили свинцеву фарбу в 2013 році, але в 2017 році 15 % фарби все ще не були сертифіковані. Коаліція EcoWaste та Філіппінська асоціація виробників фарб 1 січня 2020 року оголосили, що Філіппіни поступово припинили використання свинцевої фарби після виконання адміністративного наказу Департаменту навколишнього середовища та природних ресурсів (DENR) 2013–24 або наказу про хімічний контроль свинцю і Lead Compounds, які наказали виробникам фарб, що містять свинець, для промислового використання поступово відмовитися від таких фарб до 31 грудня 2019 року.

### Сінгапур
З 1 лютого 1995 року маркування вимагається для фарб із загальною концентрацією свинцю, що перевищує 600 частин на мільйон. З 3 січня 2022 року було заборонено виробництво, імпорт і продаж фарб із загальною концентрацією свинцю понад 90 частин на мільйон для місцевого використання, за винятком антикорозійних фарб на основі цинку та фарб проти обростання на основі міді. Для експорту та реекспорту потрібна ліцензія на небезпечну речовину (за винятком антикорозійних фарб на основі цинку та фарб проти обростання на основі міді). Для місцевого продажу антикорозійних фарб на основі цинку та фарб проти обростання на основі міді, у яких загальна концентрація свинцю перевищує 90 частин на мільйон, необхідне маркування, і дозволено лише промислове використання.

### Південна Африка
У Південній Африці Закон про небезпечні речовини 2009 року класифікує свинець як небезпечну речовину та обмежує його використання у фарбі до 600 частин на мільйон (ppm). Запропонована поправка змінить його до 90 частин на мільйон, тим самим майже повністю викорінивши свинець з фарби. Поправка також включатиме всі промислові фарби, які раніше були виключені.

### Велика Британія
Свинцева фарба була заборонена у Великій Британії в 1992 році.

### Сполучені Штати

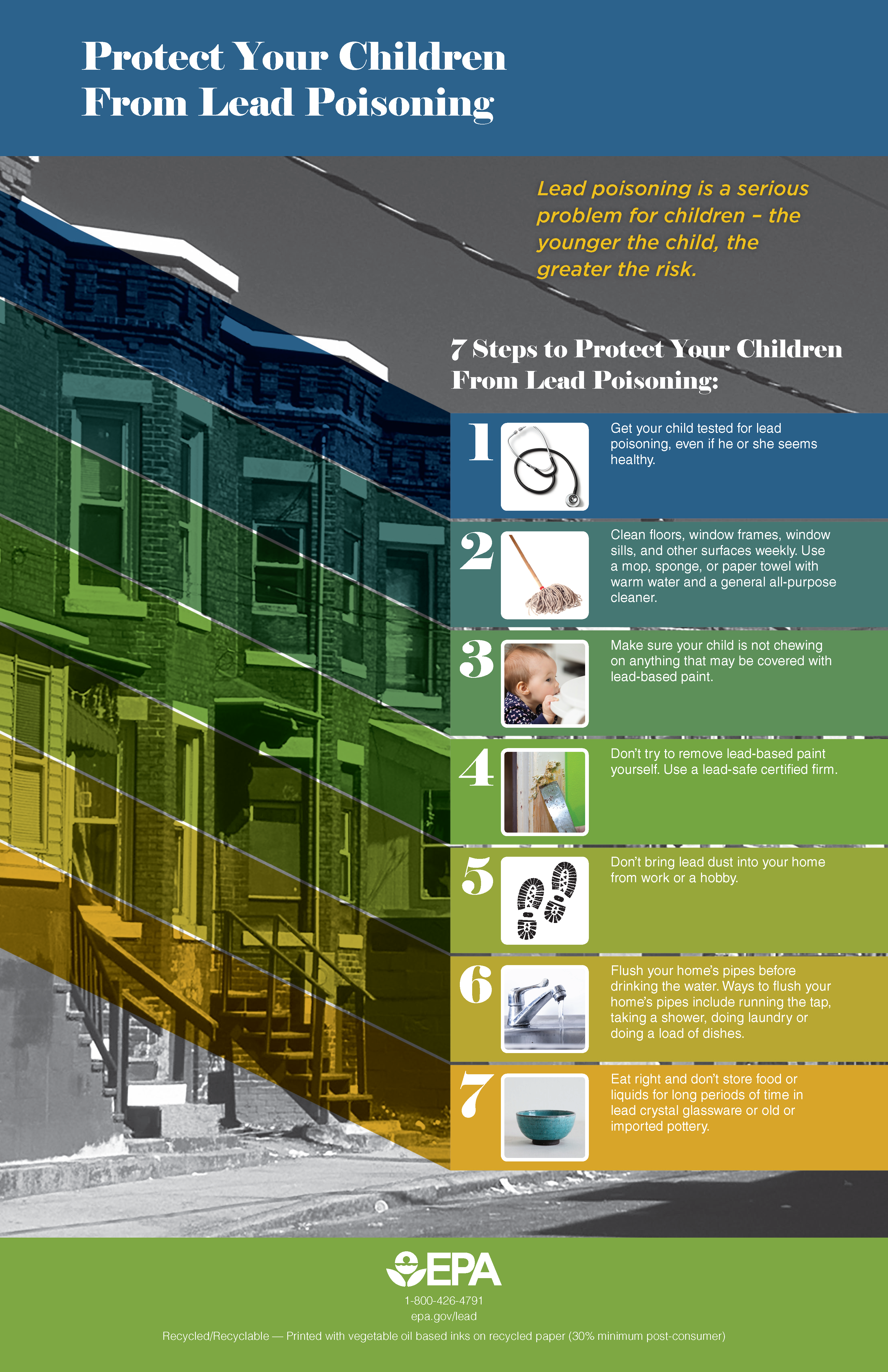
Плакат EPA про захист дітей від отруєння свинцем

У 1977 році Комісія з безпеки споживчих товарів США (U.S. Consumer Product Safety Commission — CPSC) заборонила свинцеву фарбу в житлових і громадських будівлях (16 CFR 1303), а також іграшки та меблі, що містять свинцеву фарбу. Вказана причина полягала в тому, щоб «зменшити ризик отруєння свинцем у дітей, які можуть проковтнути шматочки або відшарування фарби». Для виробників CPSC запровадив Закон про підвищення безпеки споживчих товарів 2008 року, який змінив обмеження на вміст свинцю у фарбі з 0,06 % до 0,009 %, починаючи з 14 серпня 2009 року. У 2018 році штат Делавер заборонив використання свинцевої фарби на зовнішніх конструкціях. Крім того, було створено Закон про зменшення небезпеки фарби на основі свинцю в житлових приміщеннях («Закон про фарбу на основі свинцю»), щоб забезпечити обговорення з потенційними покупцями або орендарями одиниць інформації про будь-які небезпеки на основі свинцю в будівлі. Незважаючи на те, що EPA та HUD визначили LBP як 1,0 мг/см2 (як вимірювання за допомогою РФА) або 0,5 % свинцю на суху вагу (він же 5000 ppm), деякі штати та муніципалітети вийшли за рамки цього. Наприклад, місцевий закон Нью-Йорка 66 від 2019 року визначає LBP як 0,500 мг/см2 (XRF) або 0,25 % сухої маси свинцю (2500 ppm).
У квітні 2010 року Агентство з охорони навколишнього середовища США (U.S. Environmental Protection Agency — EPA) вимагало, щоб усі ремонтники, які працюють у будинках, побудованих до 1978 року та заважають більше 6 квадратних футів (0,56 м2) свинцевої фарби всередині будинку або 20 квадратних футів (1,9 м2) поза будинком сертифікувати. Правило EPA щодо відновлення, ремонту та фарбування (Правило RRP) знижує ризик забруднення свинцем під час ремонту будинків. Він вимагає, щоб фірми, які виконують проекти реконструкції, ремонту та фарбування, які пошкоджують фарбу на основі свинцю в будинках, дитячих установах і дошкільних закладах (будь-яких дитячих закладах), побудованих до 1978 року, були сертифіковані EPA та використовували сертифікованих ремонтників, які пройшли навчання EPA — схвалені провайдери тренінгів щодо дотримання правил роботи, безпечної для використання свинцю.
Також заохочується ретельна стабілізація будь-якої зіпсованої (відшаровування, сколів, тріщин тощо) фарби безпечним для свинцю способом. Уряд (HUD, Департамент житлового будівництва та міського розвитку Сполучених Штатів) забороняє видаляти фарбу на основі свинцю шляхом сухого зіскоблювання, сухого шліфування, спалювання та спалювання, використання теплових пістолетів вище 1100 °F, а також машинне шліфування/шліфування без Вакуум із фільтром HEPA або система збору пилу з фільтром HEPA, оскільки було доведено, що ці методи утворюють значну кількість свинцевого пилу під час ремонту, реконструкції та фарбування.
Наприкінці будь-якої роботи з реконструкції або перефарбування HUD також вимагає перевірку пилу, яку виконує незалежний сторонній професіонал. Оцінка електродів виконується за допомогою методу рентгенівської флуоресценції (XRF), який дає результат через 4–8 секунд із точністю 95 % на рівні 2 сигма.
Станом на  2018, у Сполучених Штатах приблизно 37 мільйонів будинків і квартир пофарбовані свинцевою фарбою.

## Свинцева фарба в мистецтві

### Олійні фарби
У мистецтві свинцева білила відома як «лускоподібна білила» або «кремніцька білила». Його цінують за легкість у використанні та стійкість, яку свинець надає олійним фарбам. Свинцева білила відносно швидко висихає, утворюючи міцну гнучку фарбу. Свинцеві білила є одним із найстаріших промислових пігментів. Це був єдиний білий пігмент, доступний художникам у значних кількостях до двадцятого століття, коли стали доступними цинкова білила та титанова білила. Вважалося, що промислово виготовлені свинцеві білила, типовий пігмент з ХІХ століття до його заборони, поступаються традиційним формам, які мають більші «лускоподібні» частинки, що полегшує обробку.
Титанові та цинкові білила набагато менш токсичні, ніж свинцеві білила, і значною мірою витіснили їх у більшості образотворчих мистецтв. Правила безпеки також зробили свинцеві білила дорожчими та їх важко отримати в деяких регіонах, наприклад у ЄС. Свинцеві олійні фарби все ще виробляються та використовуються художниками, які віддають перевагу їх унікальним характеристикам обробки, змішування та структурним якостям. Свинцеві білила також показали подовжену довговічність порівняно з цинком і титаном, які тріснуть набагато раніше.
Пластівчастий білий має різні недоліки, включаючи тенденцію ставати прозорим з часом. Він також чорніє в присутності певних атмосферних забруднювачів, хоча це можна змінити.

### Фарби на водній основі
Свинець не є традиційним пігментом у водних середовищах, оскільки цинк кращий для робіт на папері, як і гідроксид кальцію (гашене вапно) для фресок. Фарби на основі свинцю, коли вони використовуються на папері, часто спричиняють знебарвлення роботи після тривалого часу; Карбонат свинцю у фарбі реагує з сірководнем у повітрі та кислотами, які часто утворюються на відбитках пальців.

## Замінники

### Титан
Виробники фарб замінили свинцевий білил на менш токсичний замінник, діоксид титану, який вперше використовувався у фарбах у ХІХ столітті. Діоксид титану вважається достатньо безпечним для використання як харчовий барвник і в зубній пасті, а також є поширеним інгредієнтом сонцезахисного крему. Титанова білила має набагато більшу непрозорість і силу відтінку, ніж свинцева білила, і вона може легко перевершити більшість інших пігментів, якщо її не ретельно змішувати. Титановий білий піддається критиці за те, що він призводить до «крейдоподібності» сумішей. 

### Цинк
Цинкові білила є менш непрозорими та слабшими за міцністю тонування, ніж титанові білила або свинцеві білила. Його зазвичай використовують для тонкого освітлення сумішей, зберігаючи при цьому прозорість. Хоча цинковий білил є стандартним білим в акварелі, його структурна надійність в оліях обговорюється. Цинкові білила повільно висихають і створюють відносно негнучку фарбу. Критики пігменту стверджують, що його використання призводить до надмірного розтріскування та розшарування навіть при економному використанні.